# Conjunt
Aquest article dona una introducció bàsica al que en matemàtiques es diu la teoria intuïtiva de conjunts. Per a un tractament rigorós vegeu teoria de conjunts.

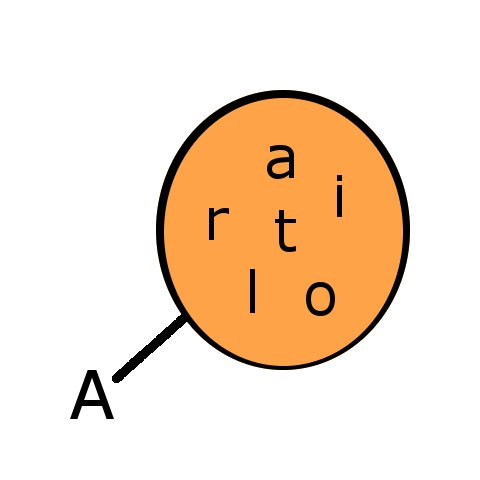
Exemple de conjunt el conjunt A conté els elements a,i,l,o,r i t, o expressat matemàticament;

Diagrama d'Euler d'un conjunt de polígons.

Un conjunt és una reunió d'objectes ben definits en la intuïció o en el pensament, considerada com una totalitat. Tot i que això sembla una idea senzilla, els conjunts són un dels conceptes més fonamentals en la matemàtica moderna. L'estudi de les estructures dels conjunts possibles, teoria de conjunts, és un camp ric i en continu desenvolupament. Tot i que no va ser inventada fins al segle xix, la teoria de conjunts és avui en dia una part ubiqua de les matemàtiques. La teoria de conjunts pot ser vista com el fonament a partir del qual es poden derivar gairebé totes les matemàtiques.

## Definició
La definició de l'accepció matemàtica de la paraula catalana conjunt que dona Pompeu Fabra en el diccionari coincideix gairebé exactament amb la traducció de l'alemany al català de la definició que va donar el principal creador de la teoria de conjunts Georg Cantor al començament de la seva obra Beiträge zur Begründung der transfiniten Mengenlehre:
S'entén per "conjunt" qualsevol col·lecció M, considerada com un tot, d'objectes, de la nostra percepció [Anschauung] o del nostre pensament, diferents i ben definits m (dels quals se'n dirà els "elements" de M).
En altres idiomes la definició de la traducció de la paraula catalana conjunt no és exactament igual, per exemple en espanyol, el diccionari de la real acadèmia de la llengua dona com a definició de conjunto en l'accepció matemàtica: "La totalitat de les entitats matemàtiques que tenen determinada propietat", i posa com a exemple el conjunt dels nombres primers. És a dir, relaciona el concepte de conjunt a la seva definició intensional i el restringeix al cas de les entitats matemàtiques.
Els elements d'un conjunt, també anomenats membres, poden ser qualsevol cosa: nombres, gent, lletres de l'alfabet, altres conjunts. Els conjunts es denoten per convenció amb lletres majúscules. L'afirmació de què els conjunts A i B són iguals significa que tenen exactament els mateixos membres (és a dir, cada membre de A és també membre de B i viceversa).
A diferència del que passa en un multiconjunt, cada element d'un conjunt ha de ser únic; no hi poden haver dos elements idèntics. Totes les operacions de conjunts preserven la propietat de què cada element del conjunt ha de ser únic. L'ordre en el qual es llisten els elements del conjunt és irrellevant, a diferència del que passa en les seqüències o tuples.

## Definició dels conjunts
Definir un conjunt consisteix a descriure o especificar quins són els seus membres, hi ha dues formes per a fer-ho. Una forma, definició per comprensió, consisteix a fer servir una regla o una descripció semàntica. Per exemple:
A és el conjunt que té per membres el primers quatre nombres enters positius.
B és el conjunt dels colors de la bandera estelada.
La segona forma per definir un conjunt és per extensió, això és, a base de donar una llista amb tots els membres del conjunt. Una definició extensa es caracteritza per incloure la llista dels membres entre claus {}:
{\displaystyle C=\{4,2,1,3\}}
{\displaystyle D=\{Blau,groc,vermell,blanc\}}
L'ordre en el qual els elements del conjunt s'escriuen a la llista és irrellevant i també ho són les repeticions que hi pugui haver a la llista. Per exemple,
{\displaystyle \{6,11\}=\{11,6\}=\{11,11,6,11\}}
Són equivalents, perquè la definició extensa només significa que tots els elements de la llista són membres del conjunt.
Per conjunts amb molts elements, de vegades, l'enumeració els seus membres es pot abreviar. Per exemple, el conjunt dels primers mil nombres enters positius, es pot especificar de forma extensa com a:
{\displaystyle \{1,2,3,...,1000\}},
On els punts suspensius indiquen que la llista continua de la forma òbvia. Els punts suspensius també es poden fer servir quant els conjunts tenen un nombre infinit de membres. Així el conjunt dels nombres parells positius es pot escriure com {\displaystyle \{2,4,6,8,\ ...\ \}}.
La notació entre claus, també es pot fer servir en la definició per comprensió d'un conjunt. En aquest cas, les claus tenen el significat de "el conjunt de tots els ..." Per exemple E = {pals de les cartes de la baralla francesa} és el conjunt que té per membres: ♠, ♦, ♥, i ♣. Una forma més general d'això és la notació per a construir conjunts, a través de la qual, per exemple el conjunt F dels enters més petits que vint i que són quatre unitats més petits que un quadrat perfecte es pot definir:
{\displaystyle F=\{n^{2}-4:n{\text{ és un enter}};i\ 0\leq n\leq 19\}}
En aquesta notació els : signifiquen "tal que", i la descripció es pot interpretar com "F és el conjunt de tots els nombres de la forma {\displaystyle n^{2}} – 4, tal que n és un nombre enter entre 0 to 19 tots dos inclosos." De vegades en lloc dels dos punts es fa servir la barra vertical "|".
Sovint es té l'opció de triar entre especificar un conjunt per comprensió o per extensió.
En els exemples de més amunt, per exemple, A = C i B = D.

## Pertinença
El fet que quelcom sigui o no element d'un conjunt determinat se simbolitza per {\displaystyle \in } i {\displaystyle \notin } respectivament. Així, respecte als conjunts definits més amunt:
- {\displaystyle 4\in A} i {\displaystyle 285\in F} (donat que 285 = 17² − 4); però
- {\displaystyle 9\notin F} i {\displaystyle \mathrm {verd} \notin B}.

## Cardinalitat
La cardinalitat d'un conjunt S és el nombre de membres de S. Per exemple, com que la bandera estelada té quatre colors, card B = 4.
Hi ha un conjunt que no té membres i que té cardinalitat zero, d'aquest conjunt se'n diu el conjunt buit (o el conjunt nul) i es denota amb el símbol ø. Per exemple, el conjunt A de tots els triangles de quatre costats, té zero membres (card A = 0), i, per tant, A = ø. S'ha de pensar que, malgrat que pot semblar trivial, igual que el nombre zero, el conjunt buit és força important en matemàtiques. L'existència d'aquest conjunt és un dels conceptes fonamentals de la teoria axiomàtica de conjunts.
Alguns conjunts tenen cardinalitat infinita. El conjunt ℕ dels nombres naturals, per exemple, és infinit. Algunes cardinalitats infinites són més grans que altes. Per exemple, el conjunt dels nombres reals té una cardinalitat més gran que el conjunt dels nombres naturals. En canvi, es pot demostrar que la cardinalitat de (que vol dir, el nombre de punts de) una línia recta és la mateixa que la cardinalitat de qualsevol segment de la mateixa línia, de tot un pla, i fins i tot de qualsevol espai euclidià.

## Subconjunts
Si tots els membres d'un conjunt A són també membres del conjunt B, llavors es diu que A és un subconjunt de B, i s'escriu {\displaystyle A\subseteq B} (també es diu que B conté A). De forma equivalent, es pot escriure {\displaystyle B\supseteq A}, i es llegeix B és un superconjunt de A, B inclou A, o B conté A. La relació entre conjunts establerta per {\displaystyle \subseteq } es diu inclusió.
Si A és un subconjunt de B però no és igual a, B, llavors es diu que A és un subconjunt propi de B, i s'escriu {\displaystyle A\subsetneq B} (A és un subconjunt propi de B) o {\displaystyle B\supsetneq A} (B és un superconjunt propi de A).
És bo fixar-se en què les expressions {\displaystyle A\subset B} i {\displaystyle A\supset B} es fan servir de forma diferent depenent dels autors; alguns les fan servir per a significar el mateix que {\displaystyle A\subseteq B} (respectivament {\displaystyle A\supseteq B}), mentre que d'altres les fan servir per a significar el mateix que {\displaystyle A\subsetneq B} (respectivament {\displaystyle A\supsetneq B}).
Exemple:
- El conjunt de tots els homes és un subconjunt propi del conjunt de totes les persones.
- {\displaystyle \{1,3\}\subsetneq \{1,2,3,4\}}
- {\displaystyle \{1,2,3,4\}\subseteq \{1,2,3,4\}}

El conjunt buit és un subconjunt de tot conjunt i tot conjunt és un subconjunt de si mateix:
- {\displaystyle \emptyset \subseteq A}
- {\displaystyle A\subseteq A}

### Conjunt de les parts
El conjunt de les parts d'un conjunt S es pot definir com el conjunt de tots els subconjunts de S. Això inclou els conjunts formats per membres de S i el conjunt buit. Si un conjunt finit S té cardinalitat n llavors el conjunt de les parts de S té cardinalitat 2n. Si S és un conjunt infinit (tant si és comptable o incomptable) llavors el conjunt de les parts de S sempre és incomptable. El conjunt de les parts es pot escriure com 2S.
Com a exemple, el conjunt de les parts 2{1, 2, 3} de {1, 2, 3} és igual al conjunt { {1, 2, 3}, {1, 2}, {1, 3}, {2, 3}, {1}, {2}, {3}, ø }. La cardinalitat del conjunt original és 3, i la cardinalitat del conjunt de les parts és vuit, que és igual a dos elevat al cub.

## Conjunts especials
Hi ha alguns conjunts que tenen una importància matemàtica més gran que d'altres i es fa referència a ells amb tal regularitat que han adquirit noms i notacions especials per identificar-los. Un d'aquests conjunts és el conjunt buit. Molts altres d'aquests conjunts es representen fent servir negreta. Conjunts especials inclouen:
- {\displaystyle \mathbb {P} }, denota el conjunt de tots els nombres primers.
- {\displaystyle \mathbb {N} }, denota el conjunt de tots els nombres naturals. Per a referir-se al conjunt, {\displaystyle \mathbb {N} } = {1, 2, 3, ...}, o de vegades {\displaystyle \mathbb {N} } = {0, 1, 2, 3, ...}.
- {\displaystyle \mathbb {Z} }, denota el conjunt de tots els nombres enters (ja siguin, positius, negatius o zero). Així {\displaystyle \mathbb {Z} } = {..., -2, -1, 0, 1, 2, ...}.
- {\displaystyle \mathbb {Q} }, denota el conjunt de tots els nombres racionals (això és, el conjunt de totes les fraccions pròpies i impròpies). Així, {\displaystyle \mathbb {Q} =\left\{{\begin{matrix}{\frac {a}{b}}\end{matrix}}:a,b\in \mathbb {Z} ,b\neq 0\right\}}. Per exemple, {\displaystyle {\begin{matrix}{\frac {1}{4}}\end{matrix}}\in \mathbb {Q} } i {\displaystyle {\begin{matrix}{\frac {11}{6}}\end{matrix}}\in \mathbb {Q} }. Tots els enters pertanyen a aquest conjunt atès que cada enter a es pot expressar com la fracció {\displaystyle {\begin{matrix}{\frac {a}{1}}\end{matrix}}}.
- {\displaystyle \mathbb {R} }, denota el conjunt de tots els nombres reals. Aquest conjunt inclou tots els nombres racionals, conjuntament amb tots els irracionals (és a dir, nombres que no es poden reescriure en forma de fraccions, com per exemple {\displaystyle \pi ,} {\displaystyle e,} i √2).
- {\displaystyle \mathbb {C} }, denota el conjunt de tots els nombres complexos.

Cada un d'aquests conjunts té un nombre infinit d'elements, i {\displaystyle \mathbb {P} \subset \mathbb {N} \subset \mathbb {Z} \subset \mathbb {Q} \subset \mathbb {R} \subset \mathbb {C} }. Els nombres primers es fan servir amb menys freqüència que els altres tret de la teoria de nombres i els camps relacionats.

## Operacions bàsiques

### Unió
Hi ha diferents formes de construir nous conjunts a partir de conjunts existents. Dos conjunts poden ser "agrupats" tots junts. La unió de A i B, es denota per A U B, i és el conjunt de tots els elements que són membres ja sigui de A o de B.
Exemples:
- {1, 2} U {vermell, blanc} = {1, 2, vermell, blanc}
- {1, 2, verd} U {vermell, blanc, verd} = {1, 2, vermell, blanc, verd}
- {1, 2} U {1, 2} = {1, 2}

Algunes propietats bàsiques de la unió de conjunts són: 
- {\displaystyle A\cup B=B\cup A}
- {\displaystyle A\subseteq A\cup B}
- {\displaystyle A\cup A=A}
- {\displaystyle A\cup \varnothing =A}
- {\displaystyle A\subseteq B} si i només si {\displaystyle A\cup B=B}

### Intersecció
També es pot construir un conjunt nou a base de determinar quins elements tenen "en comú" dos conjunts donats. La intersecció de A i B, escrita A ∩ B, és el conjunt de tots els elements que són membres simultàniament de tots dos A i B. Si A ∩ B = ø, llavors es diu que A i B són disjunts.
Exemples:
- {1, 2} ∩ {vermell, blanc} = ø
- {1, 2, verd} ∩ {vermell, blanc, verd} = {verd}
- {1, 2} ∩ {1, 2} = {1, 2}

Algunes propietats bàsiques de la intersecció:
- A ∩ B = B ∩ A
- A ∩ B ⊆ A
- A ∩ A = A
- A ∩ ø = ø
- A ⊆ B si i només si A ∩ B = A

### Complementari
Dos conjunts també es poden "restar". El complementari relatiu de A en B (també dit el conjunt diferència B menys A), s'escriu B \ A, (o B − A) és el conjunt de tots els elements que són membres de B, però que no ho són de A. És bo fixar-se en què és vàlid de "restar" d'un conjunt membres que no té, així traient verd de {1,2,3}; no té cap efecte.
En algunes aplicacions es considera que tots els conjunts són subconjunts d'un conjunt universal donat U. En aquests casos, U \ A, es diu que és el complementari absolut o simplement el complementari d'A, i s'escriu A′.
Exemples:
- {1, 2} \ {vermell, blanc} = {1, 2}
- {1, 2, verd} \ {vermell, blanc, verd} = {1, 2}
- {1, 2} \ {1, 2} = ø
- Si U és el conjunt dels enters, S es el conjunt dels enters senars, i P és el conjunt dels entres parells, llavors el complementari de S en U és P, o de forma equivalent, S′ = P.

Algunes propietats bàsiques del complementari:
- A U A′ = U
- A ∩ A′ = ø
- (A′ )′ = A
- A \ A = ø
- A \ B = A ∩ B′

### Producte cartesià
El Producte cartesià de dos conjunts A i B, s'escriu A × B és el conjunt de totes les parelles ordenades (a,b) tals que a és membre de A i b és membre de B.
Exemples:
- {1, 2} × {vermell, blanc} = {(1,vermell), (1,blanc), (2,vermell), (2,blanc)}
- {1, 2, verd} × {vermell, blanc, verd} = {(1,vermell), (1,blanc), (1,verd), (2,vermell), (2,blanc), (2,verd), (verd,vermell), (verd,blanc), (verd,verd)}
- {1, 2} × {1, 2} = {(1,1), (1,2), (2,1), (2,2)}

Algunes propietats bàsiques del producte cartesià:
- {\displaystyle A\times \varnothing =\varnothing }
- {\displaystyle A\times (B\cup C)=(A\times B)\cup (A\times C)}
- {\displaystyle |A\times B|=|A|\times |B|}

## Aplicacions
La teoria de conjunts és vista com el fonament a partir del qual es pot construir pràcticament tota la matemàtica. Per exemple, les estructures en àlgebra abstracta, tals com els grups, els camps, i els anells són conjunts tancats respecte d'una o més operacions.
Una de les aplicacions principals de la teoria intuïtiva de conjunts és la de construir relacions. Una relació d'un domini A en un codomini B no és res més que un subconjunt de A × B. A partir d'aquest concepte es veu ràpidament que el conjunt F de tots els parells ordenats {\displaystyle (x,x^{2})}, on x és un nombre real, resulta força familiar. El seu domini és el conjunt {\displaystyle \mathbb {R} } i el seu codomini és també el conjunt {\displaystyle \mathbb {R} }, perquè el conjunt dels quadrats és un subconjunt del conjunt dels reals. Si s'escriu en notació funcional, aquesta relació esdevé {\displaystyle f(x)=x^{2}}. El motiu perquè els dos siguin equivalents és que per a cada valor donat y per al qual la funció estigui definida, la corresponent parella ordenada, {\displaystyle (y,y^{2})} és un membre del conjunt F.

## Teoria axiomàtica de conjunts
Tot i que inicialment la teoria intuïtiva de conjunts, que defineix conjunt merament com una qualsevol col·lecció ben definida, va ser ben acceptada, aviat va trobar diversos obstacles. Va resultar que aquesta definició produïa diverses paradoxes, les més notables són:
- Paradoxa de Russell – Mostra que "el conjunt de tots els conjunts que no es contenen a si mateixos", és a dir el "conjunt" {\displaystyle \left\{x:x{\mbox{ es un conjunt i }}x\notin x\right\}} no existeix.
- Paradoxa de Cantor – Mostra que "el conjunt de tots els conjunts" no pot existir.

El motiu és que l'expressió "ben definit" no està gaire ben definida. Era important d'alliberar la teoria de conjunts d'aquestes paradoxes perquè gairebé totes les matemàtiques estaven sent redefinides en termes de la teoria de conjunts. En un intent d'eludir aquestes paradoxes, es va axiomatitzar la teoria de conjunts basant-se en la lògica de primer ordre, i així va néixer la teoria axiomàtica de conjunts. Tot i això, per la majoria de les finalitats la teoria intuïtiva de conjunts és encara útil.